# Adygea
Cộng hòa Adygea (tiếng Nga: Респу́блика Адыге́я, chuyển tự: Respublika Adygeya, IPA: [ɐdɨˈɡʲejə]; tiếng Adygea: Адыгэ Республик, Adygæ Respublik) là một chủ thể liên bang của Nga (một nước Cộng hòa), với lãnh thổ được bao quanh bởi Vùng Krasnodar. Diện tích nước này là 7.600 kilômét vuông (2.900 dặm vuông Anh) với dân số 439.996 người (thống kê 2010). Maykop là thủ đô.

## Địa lý
Adygea nằm ở phía đông-nam châu Âu, phía bắc dãy núi Kavkaz, với những dải đồng bằng ở phía bắc và các dãy núi ở phía nam. Rừng chiếm 40% lãnh thổ.
- Diện tích: 7.600 km²
- Biên giới: bao quanh hoàn toàn bởi Krasnodar Krai
- Ngọn núi cao nhất: Núi Chugush (3.238 m)

### Sông
Sông Kuban là một trong những con sông lớn của vùng Kavkaz, con sông này tàu bè có thể đi lại được. Nó hình thành nên một phần của biên giới phía bắc giữa Adygea và Krasnodar Krai. Các con sông khác bao gồm: 
- Sông Belaya
- Sông Chokhrak River
- Sông Dakh
- Sông Fars
- Sông Khodz
- Sông Kisha
- Sông Bolshaya Laba (hình thành nên phần biên giới phía tây giữa Adygea và Krasnodar Krai)
- Sông Psekups
- Sông Pshish
- Sông Sakhray

### Núi
Các ngọn núi lớn có chiều cao từ 2.000 tới 3.238 m bao gồm:
- Núi Chugush (3.238 m)
- Núi Fisht (2.868 m)
- Núi Oshten
- Núi Pseashkho
- Núi Shepsi

### Tài nguyên thiên nhiên
Nước Cộng hòa này có nguồn tài nguyên dầu và khí ga thiên nhiên phong phú. Ngoài ra còn có vàng, bạc, wolfram, sắt.

### Khí hậu
- Khí hậu trung bình tháng Một: -0,5 °C
- Khí hậu trung bình tháng Bảy: +23 °C
- Lượng mưa trung bình: 70 cm

## Hành chính

Hành chính Adygea

- Maykop
- Adygeysk
- Giaginsky
- Koshekhablsky
- Krasnogvardeysky
- Maykopsky
- Shovgenovsky
- Takhtamukaysky
- Teuchezhsky

## Kinh tế
Mặc dù là một trong những vùng nghèo nhất ở Nga nhưng nước Cộng hòa này có nguồn tài nguyên rừng phong phú và đất đai màu mỡ. Vùng nổi tiếng với các sản phẩm ngũ cốc, hướng dương, trà và thuốc lá. Nghề nuôi lợn và cừu cũng phát triển.
Các nghề như khai thác gỗ, sản xuất giấy, cơ khí là những ngành công nghiệp chính.

## Liên kết
- (tiếng Nga) Official website of Adygea Lưu trữ ngày 15 tháng 5 năm 2011 tại Wayback Machine
- (tiếng Anh) Overview of Adygea Lưu trữ ngày 6 tháng 1 năm 2007 tại Wayback Machine (Kommersant newspaper)
- (tiếng Anh) Official Website of the Adyghe State University Lưu trữ ngày 17 tháng 7 năm 2004 tại Wayback Machine
- (tiếng Nga) Official Website of the Adyghe State University Lưu trữ ngày 10 tháng 8 năm 2004 tại Wayback Machine
- (tiếng Nga) Official Website of the National Museum of the Republic of Adygea
- Uniting all Adygs, Adyghe world wide Network adigafreinds.com Lưu trữ ngày 5 tháng 2 năm 2012 tại Wayback Machine